# Chiesa di Sant'Antonino Martire (Giuncugnano)
La chiesa di Sant'Antonino Martire è un edificio sacro che si trova in località Varliano a Giuncugnano, nel comune di Sillano Giuncugnano.

## Storia e descrizione
La tipologia estremamente semplice della chiesa, in pietra, rende difficile una sua collocazione cronologica precisa; la data 1757 che compare sul portale sta ad indicare comunque una fase di lavori di restauro che si ripetono all'interno nel secolo successivo con la decorazione delle pareti e del soffitto (Spirito Santo, I Quattro Evangelisti). Dietro l'altare maggiore si trova una tela con Madonna in trono e santi, datata 1663, di pittore lucchese d'ambito mannucciano; su uno laterale Il Volto Santo fra Santi, sempre di mano lucchese ma dell'Ottocento.